# Військовий інститут танкових військ НТУ «ХПІ»
Військовий інститут танкових військ імені Верховної Ради України НТУ «ХПІ» — структурний підрозділ Національного технічного університету «Харківський політехнічний інститут», розташований у Харкові. Є основною базою підготовки професійних кадрів для танкових військ України. Інститут акредитований за статусом вищого закладу освіти ІІ і ІІІ рівня.

## Історія

### Після відновлення незалежності
12 січня 1992 року особовий склад училища в урочистій атмосфері прийняв Присягу на вірність українському народові. Один взвод випускного курсу, переведений до ХГвВТКУ з Ульянівського гвардійського танкового командного училища (у зв'язку з його розформуванням) відмовився присягати українському народу, обґрунтувавши це тим, що солдат (офіцер) складає присягу на вірність Батьківщині один раз у житті. Після цього вони повернулися до Росії і там продовжили навчання.
У вересні 1997 року училище було переформовано в Харківський інститут танкових військ імені Верховної Ради України.
У 2001 році йому було повернуто почесні звання «гвардійський» і «ордена Червоної Зірки».
З березня 2003 року інститут стає структурним підрозділом Національного технічного університету «Харківський політехнічний інститут». Випускникам видається Диплом бакалавра (командний факультет) і фахівця (інженерний факультет і факультет РХБЗ та екології).
За досягнення та вагомий внесок у підготовку висококваліфікованих офіцерських кадрів за результатами 2003 року, інститут став одним із кращих вищих навчальних закладів України та нагороджений Дипломом лауреата конкурсу «Софія Київська».
За результати навчальної роботи за підсумками 2005 і 2006 років, інститут входить в число кращих військових навчальних закладів Сухопутних військ Збройних Сил України.
З 1 вересня 2007 року, інститут перетворений в Гвардійський ордена Червоної Зірки факультет військової підготовки імені Верховної Ради України НТУ «ХПІ».
У 2015 році з офіційного вжитку було прибрано радянські нагороди та почесні назви.
У травні 2017 року з'явилась інформація про відновлення інституту на базі факультету.
19 липня 2017 року Кабінет Міністрів України своєю постановою ухвалив створення Інституту танкових військ Національного університету «Харківський політехнічний інститут» на базі факультету військової підготовки. Цього року планується перший набір курсантів за технічними спеціальностями з подальшим розширенням переліку випускних спеціалізацій.
26 січня 2018 року у інститут відвідали литовські військовослужбовці на чолі з начальником Військової Академії Збройних сил Литовської Республіки бригадним генералом Альгісом Вайчєлюнасом з метою ознайомлення з навчальним закладом, структурою та системою підготовки спеціалістів для Збройних Сил України. Начальник Військової Академії ЗС Литовської Республіки запросив представників танкового інституту відвідати навчальний заклад у Вільнюсі аби ознайомитися з системою підготовки литовських військовослужбовців.
Під час вступної кампанії 2019 року вперше було здійснено набір дівчат.
29 серпня 2020 року на території інституту було встановлено два погруддя — Сергію Колодію та Олександру Лавренку, які загинули під час АТО.
У травні 2025 року інститут із вісьмома іншими українськими вищими військовими навчальними закладами було включено до мережі Європейського коледжу безпеки та оборони (ESDC).

## Структура
- Факультет озброєння та військової техніки
  - Кафедра загальновійськових дисциплін
  - Кафедра бронетанкового озброєння та військової техніки — була створена в період реформування факультету на базі кафедр інституту: експлуатації БТТ; водіння бойових машин; озброєння та стрільби. Головна мета діяльності кафедри — підготовка спеціалістів з експлуатації та ремонту БТОТ у мирний і воєнний часи.
  - Кафедра загальної тактики
- Факультет радіаційного, хімічного, біологічного захисту та екологічної безпеки
  - Кафедра тактико-спеціальних дисциплін
  - Кафедра хімії та бойових токсичних хімічних речовин — була створена у 1994 році. З 2004 року працює на базі нашого ВНЗ. На кафедрі викладається 14 навчальних дисциплін. Завданням кафедри є підготовка фахівців військ РХБз здатних досліджувати бойові токсичні хімічні речовини та біологічну зброю.
  - Кафедра радіаційного, хімічного, біологічного захисту — була створена у 1994 році. В період переформування до її складу ввійшли такі кафедри інституту: тактики військ РХБз; озброєння РХБз та екологічної безпеки. Головне в діяльності кафедри — підготовка фахівців військ РХБз, що володіють тактикою дій підрозділів, спроможних оцінювати РХБ обстановку.
- Кафедра фізичного виховання, спеціальної фізичної підготовки і спорту — працювала з часів створення училища (окрім 2013 року). Головне завдання кафедри — фізична підготовленість випускника до виконання обов'язків за призначенням.
- Кафедра військової підготовки офіцерів запасу — продовжує свою діяльність з 2004 року. Тут навчаються студенти з 24 вишів харківського регіону за програмами підготовки офіцерів запасу за 25 військовими спеціальностями, використовуючи усю наявну навчально-матеріальну базу кафедри та факультету військової підготовки НТУ «ХПІ».
- Науково-дослідні лабораторії:
  - бронетанкового озброєння та військової техніки;
  - озброєння РХБз;
  - бойового застосування підрозділів технічного забезпечення та РХБЗ.

Науково-технічна діяльність факультету спрямована на розвиток військово-технічної науки, проведення воєнно-наукових досліджень, супроводження навчального процесу.
- Батальйон забезпечення навчального процесу має основне завдання — забезпечення навчальних занять, підготовка техніки до відпрацювання практичних навичок і вмінь курсантами факультету.
- Курси підвищення кваліфікації офіцерського складу, які введено на факультеті з листопада 2008 року.

## Напрями підготовки
Підготовка фахівців проводиться за такими спеціальностями:
- 7.050502 «Озброєння та військова техніка»;
- 7.040101 «Озброєння і засоби військ радіаційного, хімічного, біологічного захисту та екологічна безпека».

## Символіка
На емблемі Військового інституту танкових військ в чорно-зеленому розтятому щиті зображено золоту латну рукавицю, що тримає срібний сувій.

## Керівництво
- генерал-майор Михайлов Володимир Степанович (травень 1986 — липень 1993);
- полковник Попов Валерій Павлович (липень 1993 — червень 1997);
- генерал-майор Кечев Микола Олександрович (червень 1997 — вересень 2003);
- генерал-лейтенант Сиротенко Анатолій Миколайович (листопад 2003 — серпень 2007);
- бригадний генерал Серпухов Олександр Васильович (від 2007).

## Відомі випускники
Див. також: Випускники Харківського інституту танкових військ
- Біжан Іван Васильович  — військовий діяч, перший заступник Міністра Оборони України (1992—2002), генерал-полковник.
- Борищак Олексій Андрійович (1979—2014) — підполковник (посмертно) Збройних сил України, учасник російсько-української війни, загинув під Іловайськом.
- Гудим Віктор Миколайович  — військовий діяч, заступник, начальник Головного штабу-перший заступник командувача Сухопутних військ Збройних Сил України (1996—2003), генерал-лейтенант.
- Іващенко Григорій Іванович  — військовий діяч, заступник начальника Генерального штабу Збройних Сил України (1999—2000), генерал-майор.
- Сергій Кириченко — український військовий діяч та політик, начальник Генерального штабу — Головнокомандувач Збройних Сил України (2005—2009), генерал армії України.
- Пальчук Микола Миколайович (1945—2016)  — військовий діяч, перший заступник начальника Генерального штабу Збройних Сил України (2000—2003), генерал-лейтенант.
- Процик Петро Йосифович  — військовий діяч, заступник начальника Генерального штабу Збройних Сил України (1997—2003), генерал-лейтенант.
- Стукало Олег Юрійович (1979—2015) — підполковник (посмертно) Збройних сил України, учасник російсько-української війни 2014—2017.
- Федосенко Павло Юрійович (нар. 1974) — український військовослужбовець, полковник Збройних сил України, учасник російсько-української війни, Герой України (2022).
- Фоменко Олександр Прокопович  — військовий діяч, заступник Начальника Генерального штабу Збройних Сил України (1996—2004), генерал-лейтенант.
- Гнатов Андрій Вікторович (вип. 2001)
- Кащенко Дмитро Валерійович (вип. 2001)
- Лавренко Олександр Миколайович (1983—2014) — український військовослужбовець, капітан Збройних сил України, учасник російсько-української війни, Герой України (2016, посмертно).
- Васько Володимир Володимирович (вип. 2006) — військовий діяч, полковник, командир 128 омбр (2014)